# Zoéguene
Zoéguene est un village de la région de l'Est du Cameroun situé dans le département de Lom-et-Djérem. Il se trouve plus précisément dans l'arrondissement de Bétaré-Oya et le quartier de Bétaré-Oya ville.

## Population
En 2005, le village de Zoéguene comptait 1 858 habitants dont 932 hommes et 926 femmes.